# Летопис
Летописът или хрониката (на латински: chronica; на старогръцки: χρονικά или χρόνος – хронос, „време“) е основен жанр историческо произведение, особено характерен за Китайската цивилизация, християнска Европа и Ислямския свят. При него обикновено се проследяват дълги периоди от време, като събитията са подредени в хронологичен ред. При следването на хронологията са се наложили поне два различни модела: година по година или царуване по царуване (династия по династия); вторият модел е особено характерен за книжовни центрове, свързани с утвърдени държавни формации като Китай или Византийската империя. При първия модел е желателно да се разграничава „летопис“ от приетия в латинската традиция термин „анали“ (на латински: annales): и в двата случая става дума за повествование, подредено по години, но докато хрониката е съставена от определен автор в кратък отрязък от време и покрива често дълъг исторически период, „аналите“ се актуализират всяка година: типичен пример са Фулденските или Сан-Бертинските анали, които проследяват властването на късните Каролингски владетели на Франкската империя.
В литературната традиция на антична, средновековна и ранно-модерна Европа алтернативни на летописа литературни жанрове, разказващи миналото, са „историческият разказ“ (на гръцки: ἱστορία), „епосът“, „епиграфията“, „биографията“, „житието“ (на гръцки: ἁγιογραφία), „приписката“ и др. В ислямския свят разказите за миналото често се преплитат с географски трактати и пътеписи.
Летописът може да бъде „универсална хроника“, да се припокрива по съдържание с историческия разказ или да бъде локален или регионален, често градски или манастирски. Уникален за средновековната славянска литература тип летопис е „палеята“ (на гръцки: παλαία, „древности“), която представлява разказ за старозаветните и новозаветните събития с подробни богословски тълкувания.
Приема се, че първата универсална хроника, която служи за модел на по-сетнешни автори, е дело на Евсевий Кесарийски, който вижда в жанра възможност да се приобщят една към друга християнската и римската перспектива върху историческото минало. Съществува и алтернативно мнение, а именно че универсалната хроника е допълнително развитие на аналите, които са възникнали като разширение на пасхалните таблици, необходими за всяка християнска общност за изчисляване датата на Великден. Обикновено универсалната хроника започва разказа или от Сътворението, или от живота на библейските патриарси Ной или Авраам. В старобългарската литература се забелязва подчертан интерес към универсалната хроника и на практика почти всички византийски образци са преведени на черковнославянски, включително и произведения от неизвестни гръцки автори. От времето на Първата българска държава – царуването на Симеон и на Петър – датират преводи на късно-античните и средновековни универсални хроники на Йоан Малала, Георги Синкел и Георги Амартол. Първият летопис, съставен от славянски автор, е „Историкии“ от Константин Преславски. През 14 век наново бива преведен Георги Амартол, както и хрониките на Симеон Логотет, Константин Манаси и Йоан Зонара.

## Известни хроники
- Манасиева летопис
- Несторова хроника